# Nordische Universität
Die Nordische Universität (NU) in Flensburg und Neumünster war eine im Jahr 1985 gegründete und schon im Jahr 1989 aufgrund mangelnder Liquidität geschlossene Universität in privater Trägerschaft. Nach der Universität Witten/Herdecke und der Wissenschaftlichen Hochschule für Unternehmensführung in Vallendar war die NU die dritte private Hochschule Deutschlands.

## Geschichte

### Gründung
Die Universität wurde im Juni 1985 gegründet, vorläufig staatlich anerkannt und auch mit einem Promotionsrecht bedacht. Als Verwaltungssitz diente der Westindienspeicher in Flensburg. Als Träger wurde ein Verein gegründet, dem Jürgen Westphal vorsaß, auf dessen Initiative die Hochschulgründung maßgeblich zurückging. Ursprünglich wurde bei der Gründung, welche sich die Universität Witten/Herdecke als Vorbild nahm, davon ausgegangen, die Kosten für den Hochschulaufbau und -betrieb ausschließlich aus eigenen Einnahmen, Spenden aus der Wirtschaft, Studiengebühren sowie Honoraren und Forschungsaufträgen zu bestreiten. Björn Engholm, zum Zeitpunkt der Hochschulgründung noch SPD-Oppositionsführer im Landtag, warnte jedoch schon im Frühjahr 1986, dass die Hochschule auf staatliche Zuschüsse angewiesen sei, die er weder gutheißen noch unterstützen werde.

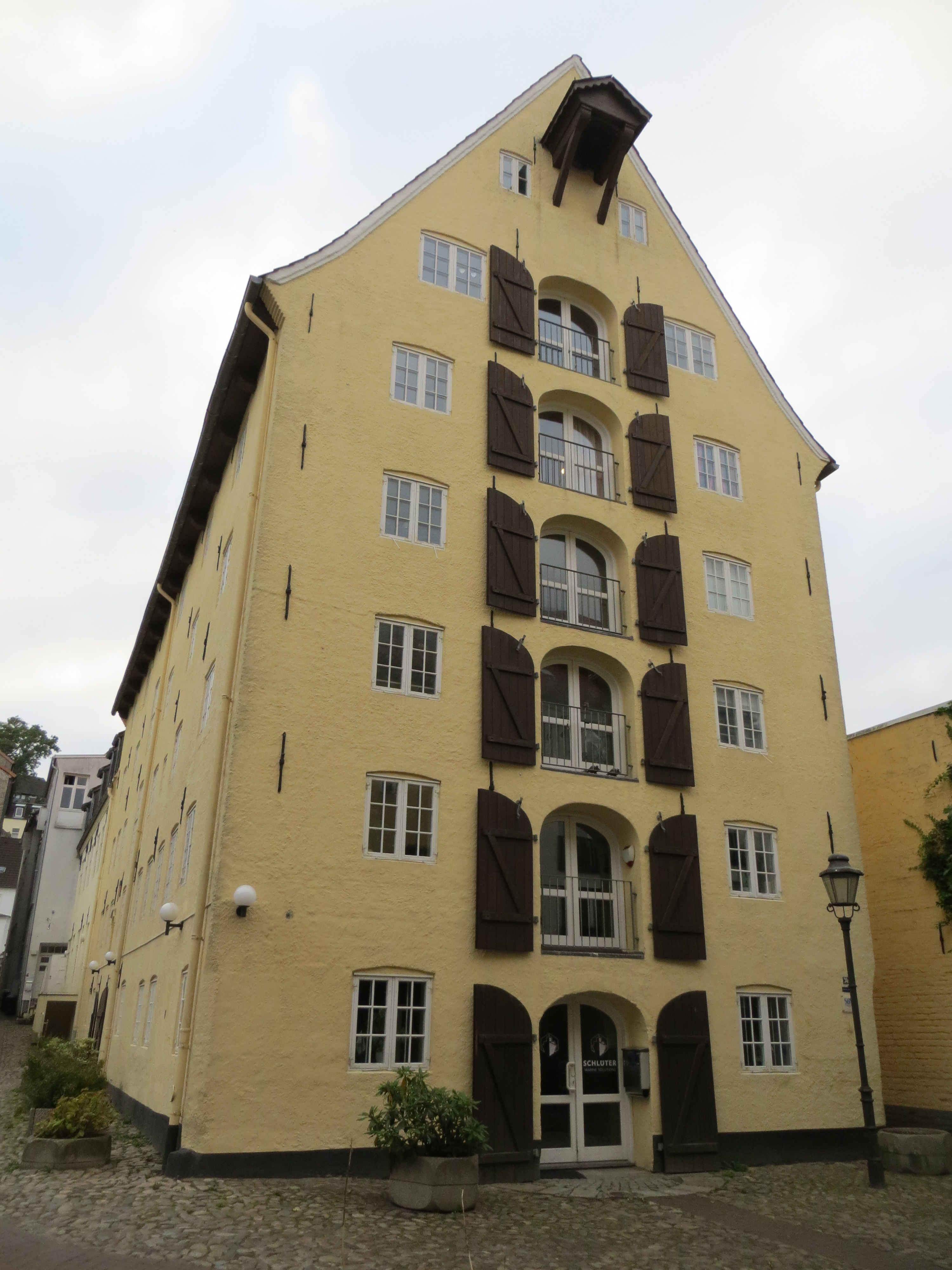
Der Westindienspeicher diente als Verwaltungssitz

### Lehrbetrieb
Der Lehrbetrieb sollte ursprünglich zum Sommersemester 1986 an den Standorten Flensburg und Neumünster aufgenommen werden.
Mit 31 Studierenden, welche für die erfolgreiche Bewerbung neben der Allgemeinen Hochschulreife auch eine kaufmännische Ausbildung vorweisen mussten, begann die Hochschule jedoch erst zum Wintersemester 1986/1987 mit ihrem Lehrbetrieb in Flensburg. Er fand in einem Gebäude auf dem Museumsberg, das heute den Namen Hans-Christiansen-Haus trägt, statt. Jürgen Westphal, der damalige schleswig-holsteinische Wirtschafts- und Verkehrsminister und Vorsitzender des Trägervereins der NU, bezeichnete die Universitätsgründung während eines Festaktes zur Eröffnung noch als ein „Experiment“. Peter Bendixen, damaliger Kultusminister, freute sich zur Eröffnung über eine Stärkung des Wettbewerbs und eine differenziertere Hochschul- und Forschungslandschaft in Schleswig-Holstein.
In der Anfangsphase wurde nur eine wirtschaftswissenschaftliche Fakultät mit dem Standort Flensburg etabliert. Geplant war zu diesem Zeitpunkt noch, am Standort Neumünster eine Technische Fakultät einzurichten, an der dann Elektrotechnik, Medizintechnik sowie später Kommunikationstechnik und Thermodynamik als Studienfächer folgen sollten. Die Wirtschaftlichkeitskalkulation plante mit bis zu 2000 eingeschriebenen Studenten im Endausbau.
Gründungsdekan war der damals 33-jährige Professor Rolf Wolff, der von der Handelshochschule Stockholm nach Flensburg wechselte.
Von der Politik wurde die Hochschulgründung anfänglich sehr positiv interpretiert. Schleswig-Holsteins Ministerpräsident Uwe Barschel bezeichnete die NU beispielsweise als Bestandteil „des neuen zukunftsträchtigen Wirtschaftsprogramms in Schleswig-Holstein“.
Leitidee der Hochschule war von Anfang an, eine intensive Verbindung zwischen Wissenschaft und Praxis herzustellen. Insbesondere erhoffte sich die Universität dadurch auch neue Finanzierungsquellen, indem Beratungsdienstleistungen nach dem Modell von Unternehmensberatungen in der Praxis angeboten werden sollten. Im August 1987 wurde hierzu beispielsweise eine Beteiligungsgesellschaft mit dem Namen „Nordische Universität Beteiligungsgesellschaft mbH“ gegründet, welche sich an Unternehmen beteiligen sollte, die aus den Instituten und Fakultäten der NU ausgegründet werden sollten.
Die Kosten für den Aufbau und die Einrichtung des Studien- und Forschungsbetriebes überstiegen in der Folge die ursprünglichen Planungen deutlich. Nachdem innerhalb des Jahres 1987 weit weniger Forschungsmittel und Förderungen aus der Wirtschaft zu verzeichnen waren, erhielt die Universität von der Kieler Landesregierung finanzielle Soforthilfen in Höhe von 1,2 Millionen DM. Parallel dazu beantragte die Hochschule 5 Millionen DM öffentliche Zuschüsse für das Jahr 1988.

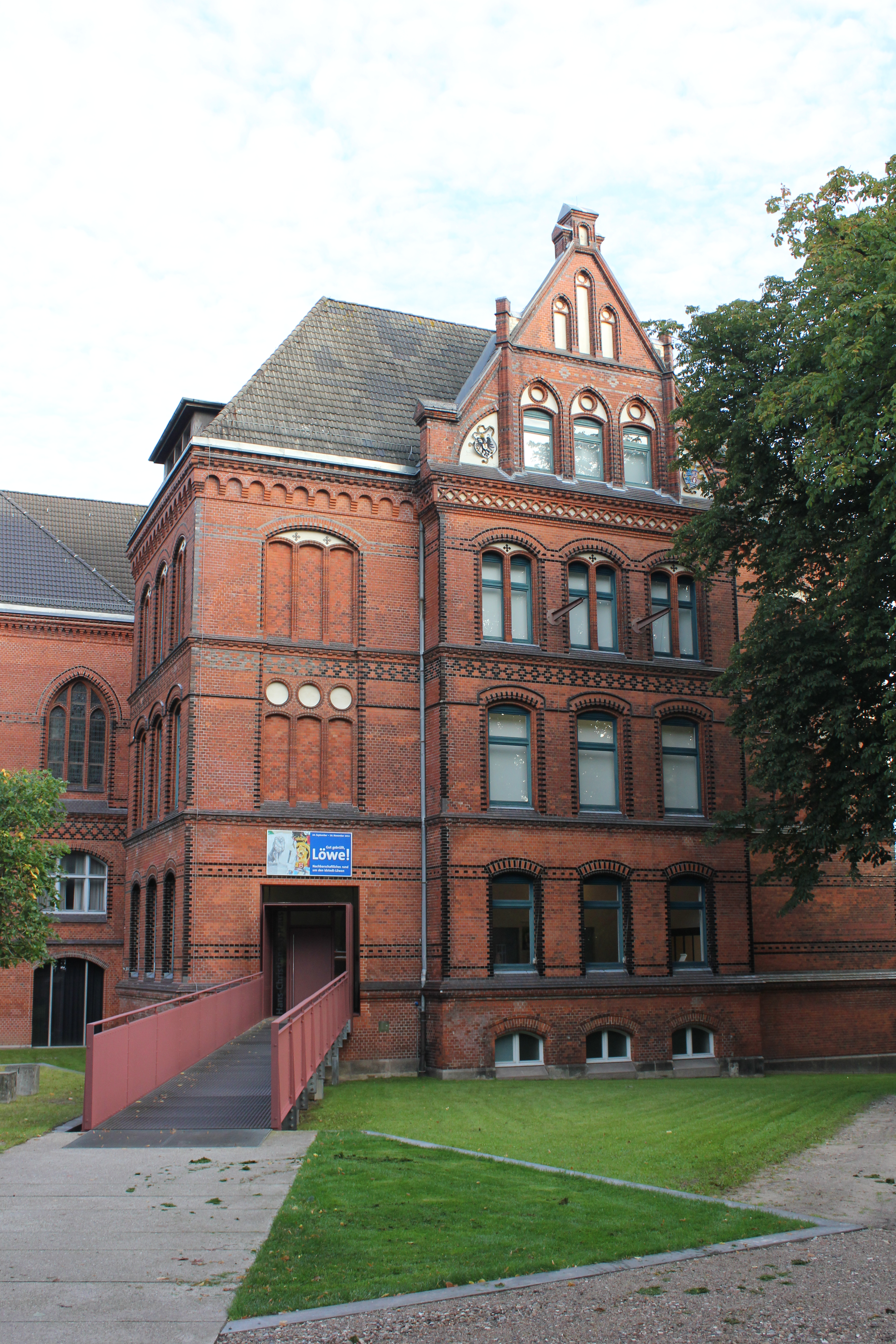
Der Lehrbetrieb fand im Hans-Christiansen-Haus statt.

### Einstellung der Universität
Nach dem Regierungswechsel in Schleswig-Holstein betonte die neue Finanzministerin Heide Simonis im Jahr 1988, dass die neue, nun SPD-geführte Landesregierung unter Ministerpräsident Björn Engholm wenig Zukunftspotential für das Universitätskonzept sehe. Die öffentliche Hand hatte den Aufbau der Universität bis dahin mit jährlich 5,6 Millionen DM gefördert, während der Trägerverein nur rund 1,2 Millionen DM an privaten Spenden hatte aufbringen können. In der Folge setzte die Landesregierung eine Kommission ein, die mögliche Fortführungs- und Zukunftskonzepte erarbeiten sollte.
Das erstellte Gutachten, das maßgeblich von Mitarbeitern der Fraunhofer-Gesellschaft und unter Leitung von Max Syrbe erarbeitet wurde, beurteilte die Zukunftsperspektive der Universität als äußerst negativ. Von Anfang an sei die Universität mit einem zu geringen Gründungskapital ausgestattet gewesen. Die Landesregierung konstatierte auf Basis dieses Gutachtens, dass die finanzielle Basis insbesondere aufgrund mangelnder Förderung durch die Wirtschaft nicht gegeben sei, und stellte mit sofortiger Wirkung die öffentliche Förderung ein. Zum 14. Juli 1989 wurde zudem die vorläufige staatliche Anerkennung zurückgezogen. Den zu diesem Zeitpunkt noch eingeschriebenen rund 90 Studenten wurde angeboten, ihr Studium an Landesfachhochschulen oder der Universität Kiel fortzusetzen. Burkhard Schwenker, wissenschaftlicher Mitarbeiter von Rolf Wolff, war während der kurzen Geschichte der NU der einzige Mitarbeiter, der durch die Universität promoviert wurde.
Die SPD-Landesregierung wollte die gegründete Nordische Universität durch die ortsansässigen Pädagogischen Hochschule ersetzen, welche sie letztlich am Ende der 1990er Jahre in Universität Flensburg umbenennen ließ.

## Mit der NU verbundene Personen
- Kurt Boysen, damaliger Geschäftsführer der Nordische Universität Beteiligungsgesellschaft mbH. Ehemaliger Staatssekretär im Kultusministerium im Kabinett Stoltenberg, Chef der Staatskanzlei des Landes Schleswig-Holstein
- Konrad Schily, zeitweiliges Vorstandsmitglied im Trägerverein
- Burkhard Schwenker, ehemaliger wissenschaftlicher Mitarbeiter und Doktorand[19]
- Jürgen Westphal, Vorsitzender des Trägervereins
- Rolf Wolff, Professor und Gründungsdekan